# Protodacnusa tristis
Protodacnusa tristis är en stekelart som först beskrevs av Christian Gottfried Daniel Nees von Esenbeck 1834.  Protodacnusa tristis ingår i släktet Protodacnusa och familjen bracksteklar. Arten är reproducerande i Sverige. Inga underarter finns listade i Catalogue of Life.